# Scharinska
Scharinska (eller Scharinska – skön stil och kärlek, som är verksamhetens formella namn) var en rockklubb i Umeå som tagit sitt namn efter Scharinska villan, där verksamheten startade den 14 september 2006. Scharinska flyttade vid årsskiftet 2013/2014 till Vasaskolan, där man också drev restaurang och museet Guitars – the Museum; det senare tillsammans med den musikaffär som också inrymdes i byggnaden. Bakom företaget (Scharinska) står förre The Facer-gitarristen Fredrik Fagerlund och Jonas Svedin. 
Uppdaterat: Enligt Västerbottens-Kuriren har Umeå Studentkår återtagit rättigheterna till namnet och varumärket Scharinska, som efter årsskiftet 2014/2015 enbart får användas för den verksamhet som planeras i Scharinska Villan.
Programmet den allra första helgen ger en bild av verksamhetens fortsatta inriktning:
- Torsdag 14 september: The Go Getters – live i spanska salen.
- Fredag 15 september: Ny Våg – punkklubb i Dennis Lyxzens regi.
- Lördag 16 september: Deportees – live

Sedan dess har det producerats fler än tusen konserter på Scharinska med lokala, nationella och internationella artister, och klubben är sedan flera år ett etablerat inslag i Umeås kulturliv. På dess scen har uppträtt små och medelstora band av så skilda slag som Frida Selander band, Nazareth, Pugh Rogefeldt, Soundtrack of our lives och Syket. Det var också här hardcorebandet Refused "smygåterförenades" i februari 2012 innan de begav sig ut på en mer officiell turné.
Scharinska har också varit spelplats för konserter inom ramen för indiefestivalen Umeå Open.
Från sommaren 2008 har Scharinska också arrangerat en parkfestival med gratiskonserter av främst lokala band i närbelägna Döbelns park.

## Från Scharinska villan till Vasaskolan
Våren 2012 utbröt en animerad debatt om framtiden för klubb- och musikverksamheten i Scharinska villan, sedan länsantikvarien Bo Sundin konstaterat stort slitage och allvarliga skador på huset, både exteriört och interiört; skador som han härledde till vibrationer från musik och dans. En rapport visade senare att ägaren, kommunen, skött underhållet dåligt under många år. Oavsett vad som orsakat skadorna skulle det byggnadsminneskyddade huset i alla händelser behöva en omfattande renovering, vilket skulle omöjliggöra musikverksamhet för lång tid, om inte för alltid.
Hotet mot verksamheten föranledde namninsamlingar till stöd, och artister hotade att bojkotta kulturhuvudstadsåret 2014. Umeå kommun beslutade dock snart både att renovera byggnaden och att försöka säkra verksamheten. I slutet av året kunde Scharinska ägare meddela att de fått tillgång till nya, större lokaler i före detta Vasaskolan, granne med Norrlandsoperan och Umeå Folkets hus i centrala Umeå.
Scharinskas nya lokaler i Vasaskolan öppnades i samband med invigningen av kulturhudstadsåret, 31 januari 2014, då även gitarrmuseet Guitars - the Museum slog upp portarna. Fyra år senare var det dock över för Scharinskas restaurangverksamhet, och gitarrmuseet fick nya lokaler i Umeå Folkets hus.

## Övrigt
Utöver konsertverksamheten har Scharinska medverkat till att ge ut skivor med artister från Umeå under skivetiketten Scharinska - Skön stil och kärlek, samt två fotoböcker, bland dem:
- Jonas Svedin – Recurring Pictogram (H:ström förlag, 2012)[16]

## Läs mer
- Daniel Wikström: Fantomsmärtor eller växtverk? Om förutsättningarna att spela livemusik i postkulturhuvudstaden Umeå (2017). [1] .